# 雷杰·吉尔里
雷杰·埃利奥特·吉尔里（英語：Reginald Elliot Geary，1973年8月31日—），美国NBA联盟职业篮球运动员。他在1996年的NBA选秀中第2轮第27顺位被克里夫兰骑士选中。